# 다이라노 무네코
타이라노 무네코(일본어: 平 棟子 たいら の むねこ[*], 생년 미상 - 도쿠지 3년 9월 16일 (1308년 11월 7일))는 고사가 천황의 나이시로, 가마쿠라 막부 6대 쇼군 무네타카 친왕의 어머니이다. 종1위이다. 타카무네 왕류 헤이시 출신으로, 아버지는 모쿠노토 무네모토, 형제로는 참의 타이라노 나리토시가 있다. 쿄고쿠 준고(京極准后)로 알려져 있는 것 외, 다이나곤노 니이노츠보네 (大納言二位局), 사이쇼노산미(宰相三位), 효에노나이시(兵衛内侍) 등의 뇨보 이름이 있다.
처음에는 나이시노죠로서 출사했던 어린 시절, 시죠 천황이 사고사하자, 다시 고사가 천황을 모셨고, 무네타카 친왕을 낳았다. 대단한 미모의 소유자로, 고사가 천황의 총애가 유난히 두터워, 닌지 3년 (1242년) 4월 14일, 다시 나이시노죠로 임명된 것을 시작으로, 간겐 3년 (1245년) 2월 18일에 텐지에 올랐다. 간겐 4년 (1246년 ~ 1247년) 12월 1일, 종3위에 오르고, 겐초 2년 (1250년) 10월 13일, 종2위에 오르고, 게다가 후년에 파격적으로 종1위 준삼후로 올랐다. 고안 6년 (1283년) 이후에는 다이카쿠지통 고우다 천황 (다이카쿠지통)으로부터 "준조모" 대접을 받았다는 지적도 있다. 말년에는 쿄고쿠도노에 거주하여, 쿄고쿠 준고라 불렸다.
『마스카가미(増鏡)』에서는 아버지를 우츄벤 타이라노 무네노리로 기록하였는데, 이는 무네노리의 딸로 준토쿠 천황의 유모였던 동명의 여성을 혼동한 것이다.